# Estación de Benta Berri
La estación de Benta Berri será una estación ferroviaria situada en el barrio del Antiguo de San Sebastián, bajo la falda del monte Ayete, al sur de la calle Zarauz. Pertenecerá a la empresa pública Euskal Trenbide Sarea, dependiente del Gobierno Vasco. Dará servicio a las líneas del operador Euskotren Trena que actualmente pasan o acaban en la estación de Amara; de esta forma, se evitará el fondo de saco que crea la estación, dando continuidad a la línea y evitando transbordos. Además, acercará el ferrocarril al campus universitario, ya que la estación estará a apenas 500 m, en vez de los actuales 1150m a la estación de Lugaritz. La apertura está prevista para finales del año 2025.

## Accesos
- C/Xalbador - Universidades
- C/Zarautz
- Pl. Benta Berri - C/Matia